# Philippe Ballot
Philippe Gabriel Marie Augustin Ballot (ur. 2 października 1956 w Vesoul) – francuski duchowny katolicki, arcybiskup Chambéry w latach 2009–2022, biskup Metzu od 2022. Administrator apostolski sede vacante archidiecezji Strasburga od 2023.

## Życiorys

### Prezbiterat
Święcenia kapłańskie otrzymał 29 czerwca 1985 i został inkardynowany do archidiecezji Besançon. Po święceniach przez dwa lata był duszpasterzem w parafii św. Piusa X w Besançon, a w kolejnych latach pracował w placówkach edukacyjnych na terenie archidiecezji. W latach 2001–2004 kierował edukacją katolicką w archidiecezji, a następnie został wikariuszem generalnym.

### Episkopat
14 stycznia 2009 papież Benedykt XVI mianował do arcybiskupem ordynariuszem archidiecezji Chambéry. Sakry biskupiej udzielił mu 26 kwietnia 2009 kard. Philippe Barbarin. 23 lipca 2022 papież Franciszek przeniósł go na stolicę biskupią diecezji Metzu z zachowaniem tytułu arcybiskupa ad personam.
27 maja 2023 papież Franciszek mianował go administratorem apostolskim sede vacante archidiecezji Strasburga.